# Of Monsters and Men
Of Monsters and Men — інді-фольк-гурт із Ісландії.

## Історія
Гурт у складі чотирьох учасників дебютував на музичному конкурсі Músíktilraunir у 2010 році, де став переможцем. Потім був тур по Ісландії, в якому до колективу приєдналися ще два учасники й почалася робота над спільними піснями. Важливим був виступ на музичному фестивалі Iceland Airwaves, після якого гурт записав перший хіт Little Talks у студії радіостанції KEXP-FM. Після успіху в Ісландії прийшла популярність у США, гурт підписав контракт з Universal Music Group.

## Дискографія
- Little Talks — перший сингл, 2011
- Into the Woods — перший міні-альбом, 2011 (США)
- My Head Is an Animal — перший студійний альбом, 2011 (Ісландія), 2012 (США)
- Mountain Sound — другий сингл, 2012
- Dirty Paws — третій сингл, 2012
- King and Lionheart — четвертий сингл, 2013
- Beneath the Skin — другий студійний альбом, 2015